# Großsteingrab Avderød 2
Das Großsteingrab Avderød 2 (früher Auderød) war eine megalithische Grabanlage der jungsteinzeitlichen Nordgruppe der Trichterbecherkultur im Kirchspiel Karlebo in der dänischen Kommune Fredensborg. Es wurde im 19. oder frühen 20. Jahrhundert zerstört.

## Lage
Das Grab lag nördlich von Avderød in einem kleinen Waldstück nordwestlich des Gebäudes Avderødvej 32B. Einige Meter östlich befand sich das ebenfalls zerstörte Großsteingrab Avderød 1. In der näheren Umgebung gibt bzw. gab es zahlreiche weitere megalithische Grabanlagen.

## Forschungsgeschichte
Im Jahr 1884 führten Mitarbeiter des Dänischen Nationalmuseums eine Dokumentation der Fundstelle durch. Zu dieser Zeit war die Anlage bedingt durch Kiesabbau nur noch in Resten erhalten. Irgendwann später wurde sie vollständig abgetragen.

## Beschreibung
Die Anlage besaß eine ost-westlich orientierte längliche Hügelschüttung unbekannter Größe. Von der Umfassung waren 1884 noch vier Steine an der nördlichen Langseite erhalten. Über die Grabkammer(n) ist nichts bekannt.